# Fusinus marisinicus
Fusinus marisinicus is een slakkensoort uit de familie van de Fasciolariidae. De wetenschappelijke naam van de soort is voor het eerst geldig gepubliceerd in 2009 door Callomon & Snyder.